# نجوم العلوم
نجوم العلوم فكرة مبتكرة ومبادرة الأولى من نوعها أطلقتها مؤسسة قطر للتربية والعلوم وتنمية المجتمع لدعم الجيل الجديد من المبتكرين العرب، ويعرض البرنامج على قناة إم بي سي 4 كل يوم خميس، هو برنامج علمي يهدف البرنامج إلى تبني مجموعة من الشباب العرب - من حوالي 16 بلداً عربياً - للمشاركة بأفكارهم وتقديمها في برنامج نجوم العلوم، بحيث تمر فكرة كل شاب بعدة مراحل، تبدأ من المرحلة الأساسية وهي مرحلة التصميم والرسومات والمرحلة الأخيرة وهي مرحلة التنفيذ العلمي للاختراع المؤسسة أن في جميع مجالات الاختراعات. ويجمع برنامج نجوم العلوم بين النمط الوثائقي وتلفزيون الواقع والمخصص لدعم الابتكارات المتميزة، حصرياً وعلى الهواء مباشرة على قناة إم بي سي 4.

## عن البرنامج
يتنافس مبدعون من الشباب العربي على النجومية في برنامج علمي تفاعلي تلفزيوني جديد باسم نجوم العلوم، سيبث ابتداء من 29 مايو المقبل في كل المنطقة العربية.
يأتي هذا البرنامج بناء على مبادرة أطلقتها مؤسسة قطر للتربية والعلوم وتنمية المجتمع التي تهدف إلى تعزيز التنمية البشرية في شتى المجالات.
تكشف هذه المسابقة العربية، التي لم يسبق لها مثيل، عن 16 شابا وشابة من 11 دولة عربية تم اختيارهم وفق معايير صارمة من بين أكثر من 5600 طلب مقدم من جميع أنحاء العالم. وخلال هذه المسابقة يحظى كل من المشاركين بفرصة لتطوير مشروعه الخاص في ورشة عمل استحدثت خصيصا للبرنامج في واحة العلوم والتكنولوجيا في قطر التي تم تدشينها مؤخرا.
في هذا البرنامج المثير من تلفزيون الواقع، ستتابع الكاميرات المشاركين على مدار ساعات العمل لتلقي الضوء على المراحل المختلفة من عملية الابتكار حيث يواجهون تحديات مشوقة. وتقوم لجنة تحكيم مؤلفة من ثلاثة خبراء عالميين بمتابعة وتقييم سير العمل وهم:
- الدكتور صادق م. فارس (ليبيا)، مهندس قام بتسجيل 200 براءة اختراع.
- وليام صوايا (لبنان)، مصمّم عالمي مشهور.
- الدكتورة منى زكي (مصر)، مستشارة في التسويق وسيدة أعمال بارزة.

سبث هذا البرنامج على مدى 4 أسابيع، من 29 مايو ولغاية 26 يونيو، ويتضمن خمس حلقات رئيسية مدة كل واحدة منها 90 دقيقة تعرض يوم الجمعة من كل أسبوع، إضافة إلى 20 حلقة يومية مدة كل واحدة منها 45 دقيقة تعرض من الأحد حتى الخميس.
ويقدم هذا البرنامج الجديد في نوعه واهدافه الإعلامي خالد الجميلي وهو شاب قطري حيوي يتمتع بحضور محبب وهو من الوجوه الاعلامية الشابة والواعدة في قطر. حلقة الافتتاح عرضت مساء 29 مايو وقد تم تصويرها في قطر، تونس، مصر وبيروت، وتتضمن عملية الاختيار النهائية للمرشحين. أما الحلقات الرئيسية التالية فتجري في كل منها تصفيات المراحل التالية والتي يواجه فيها المبدعون الشباب تحديات محددة. وستكون التحديات والتصفيات موزعة على الشكل التالي:
- الحلقة الرئيسية الثانية: الهندسة (في 5 من يونيو).
- الحلقة الرئيسية الثالثة: التصميم (في 12 يونيو).
- الحلقة الرئيسية الرابعة: الأعمال (في 19 يونيو).

الحلقة الخامسة والأخيرة التي ستبث مباشرة على الهواء في 26 يونيو من أكاديمية أسباير في الدوحة، ستفسح المجال أمام المشاهدين للتصويت للمشروع الفائز والمبدع الذي سينال جائزة قدرها 300 ألف دولار أميركي. ومن المتوقع أن يعزز برنامج نجوم العلوم روح التنافس الصحيحة التي تشجع الإبداع وتساهم في بناء روح العمل الجماعي والابتكار بين الشباب في العالم العربي.

## تميز البرنامج
أبرز ما يتميز به هذا البرنامج هو عدم اعتماده آلية التصفية التقليدية وعدم استبعاد أصحاب المشاريع غير المتأهلة: ففي نهاية كل حلقة رئيسية، يبقى نصف عدد المشاريع في إطار المنافسة في حين ينضم أصحاب المشاريع غير المتأهلة إلى أصحاب المشاريع المتأهلة ضمن فرق تعمل طوال مدة المسابقة. فمن أصل 16 مشتركا و16 مشروعا في البداية، تنتهي المسابقة إلى فريقي عمل يتألف كل منهما من 8 مشتركين، ومن مشروعين يتنافسان في النهائيات. ولتحقيق منجزاتهم، يعتمد المشاركون الشباب على مجموعة من الموارد التكنولوجية وعلى دعم فريق من الخبراء الميدانيين إضافة إلى مساهمة أربعة من جامعات المدينة التعليمية في الدوحة وهم جامعة فرجينيا كومنولث - كلية فنون التصميم في قطر، كلية طب ويل كورنيل في قطر، جامعة تكساس أيه آند إم في قطر، جامعة كارنيجي ميلون في قطر، إضافة إلى كلية شمال الإطلنطي في قطر وجامعة قطر.
يهدف هذا البرنامج العربي بامتياز إلى تعزيز روح الابتكار في العالم العربي وإلى تقديم برنامج تلفزيوني هادف يتعاطى مع العلم والتكنولوجيا بشكل مبسط وجذاب. وسيبث البرنامج في كل أنحاء العالم العربي وسيكون متاحا لأوسع شريحة من المشاهدين العرب. وفي سبيل نشر العلم وتحفيزه، حرصت مؤسسسة قطر للتربية والعلوم وتنمية المجتمع على بث البرنامج على شاشات القنوات التلفزيونية التابعة لإتحاد إذاعات الدول العربية وتلفزيون قطر، وقد أصبح عددها لغاية اليوم 15 قناة تلفزيونية عربية.
وحول ميزة هذا البرنامج الجديد واهدافه، قال الدكتور عبد الله آل ثاني، نائب رئيس مؤسسة قطر لشؤون التعليم: «إن الهدف هو عرض عملية الابتكار بأكملها - من مجرد فكرة إلى صياغة المفهوم وتطويره وأخيرا تنفيذه. وستكون للعلوم والتكنولوجيا نكهة مسلية من خلال برنامج تلفزيون الواقع الشعبي، ما يجعلها متاحة للجميع. كما أعرب الدكتور عبد الله آل ثاني عن أمله بان يكون برنامج» نجوم العلوم«حافزا للروح الإبداعية لدى الشباب في العالم العربي».

## الموسم الثاني
انطلق الموسم الثاني من برنامج مسابقة الابتكار العربي التلفزيوني نجوم العلوم، على عدة قنوات عربية في الشرق الأوسط. ومسابقة نجوم العلوم هي المبادرة التلفزيونية العربية الأولى من نوعها بمبادرة من مؤسسة قطر للتربية والعلوم وتنمية المجتمع. وستخصص الثلاث حلقات الأسبوعية للبرنامج والتي ستبث الساعة السابعة والنصف مساء كل أحد، للجولات التي جرت عبر الدول العربية لاختيار المشتركين الستة عشر والذين ستتسنى لهم فرصة المشاركة في برنامج «نجوم العلوم» في الدوحة بغية تطوير مشاريعهم الابتكارية.
وقد بلغ عدد طلبات الترشيح للمشاركة في البرنامج 7000 طلب، 80 منها لأردنيين تقدموا بمشاريع متميزة ومبتكرة وكان أكثر من نصف هذه المشاريع الأردنية مقدمة من سيدات، غير أن لجنة التحكيم الخاصة بالبرنامج والمؤلفة من خبراء دوليين اختارت في مرحلة التصفيات الأولى 125 مرشحا يحمل كل منهم تصميما لمشروع ابتكاري. وتمت دعوة المرشحين إلى عدة مدن عربية حيث سيخصص لهم وقت محدد لعرض مشروعهم بأي وسيلة مناسبة أمام حكام محددين لكل مرحلة من الأداء. ومن بين هؤلاء الحكام، عضوان دائمان وهما الدكتور فؤاد مراد (من لبنان) وهو منسق مركز الاسكوا للتكنولوجيا التابع للأمم المتحدة، والسيد راشد إبراهيم (من قطر)، رئيس النادي العلمي القطري.
وعلى مستوى المملكة، تمت دعوة 28 مرشحاً أردنياً، من أصل 80 متقدم، إلى الجامعة الأردنية لعرض مشاريعهم على اللجنة والتي ضمت كذلك الدكتور سعيد صالحية الأستاذ المشارك في قسم الهندسة الصناعية في الجامعة. ومن بين المرشحين ال 28 تم اختيار السيد إياد معلوف للمشاركة في المرحلة النهائية لاختيار المشاركين في البرنامج وذلك في الدوحة في حلقة ستبث على القنوات العربية يوم الأحد 17 أكتوبر.

## الموسم الثالث
يعود البرنامج في موسمه الثالث لإلهام الجيل الجديد من المبدعين العرب بعد حملة بحث واسعة شملت ثلاث مراحل من التصفيات، من ضمنها جولة على ثماني دول عربية - مصر، السعودية، الأردن، لبنان، المغرب، تونس، الإمارات، قطر - وتم اختيار ستة عشر شابا وشابة من الشباب العرب من مختلف الجنسيات والاختصاصات الأكاديمية من قبل لجنة تحكيم من كبار المتخصصين في مجالات الهندسة والعلوم والتصميم وإدارة الأعمال. (مرحلة البحث الطويلة، واختيار الأفضل تلخصها الحلقات الأولى الثلاث من البرنامج).
الإعلان عن الموسم الثالث من البرنامج جاء خلال مؤتمر صحافي عقد في واحة العلوم والتكنولوجيا في قطر، في حرم مؤسسة قطر في العاصمة الدوحة، وهو المكان الذي سيحتضن المراحل الرئيسية من المنافسة، بحضور ممثلين عن مؤسسة قطر للتربية والعلوم وتنمية المجتمع، وأعضاء لجنة التحكيم الدائمة للبرنامج، والفائزين السابقين بلقبي الموسمين الأول والثاني، بسام جلغا وصادق قاسم. وقال الدكتور عبد الله بن علي آل ثاني، رئيس جامعة حمد بن خليفة، التي تم تأسيسها حديثاً.
ونائب رئيس مؤسسة قطر للتعليم إن مؤسسة قطر تفخر بإطلاق الموسم الثالث من هذا البرنامج التلفزيوني المبتكر الذي يحظى بشعبية كبيرة ويسلط الضوء على ابتكارات الشباب العربي في حدث هو الأول من نوعه في المنطقة ومصمم خصيصاً لأبنائها. إن فكرة البرنامج، الذي نسلط به الضوء على أهمية العلوم كوسيلة ترفيهية وتعليمية، تنبع من إرادة الشيخة موزة بنت ناصر المسند تشجيع الابتكار بين أوساط الشباب العربي، كما تمثل انعكاساً لرؤية مؤسسة قطر لبناء مجتمع قائم على المعرفة.
بعد مرحلة التصفيات الأولى ينتقل المشتركون الستة عشر إلى واحة العلوم والتكنولوجيا في قطر لبدء العمل في تنفيذ مشاريعهم في مختبر أو ورشة عمل صممت خصيصا لتلبية احتياجاتهم العلمية والتقنية حيث يحظى أيضا المشتركون بدعم عدد من الخبراء والاختصاصيين العرب والأجانب.
بعد فترة من التأهيل النفسي والتحضير الذهني والتدريب على كيفية استغلال المهارات الشخصية (الحلقة الرابعة من البرنامج)؛ تبدأ المنافسة الحقيقية بين المشتركين الستة عشر، وتمتد على أربع مراحل:
- مرحلة الإثبات الأولى للفكرة (الحلقة الخامسة) وفيها يتم اختيار عشرة مشاريع من أصل الستة عشر لمواصلة رحلة الإبداع التنافسية
- ثم تأتي مرحلة الهندسة (الحلقة السادسة) وفي نهايتها تختار لجنة التحكيم ستة من المشاريع العشرة
- وبعدها تكون مرحلة التصميم في (الحلقة السابعة) ويبقى في ختامها خمسة مشاريع فقط.
- وفي الحلقة الثامنة تأتي مرحلة الإدارة والتسويق التي يتأهل في نهايتها أربعة مشاريع فقط لتخوض المنافسة النهائية على لقب «نجوم العلوم» التي ستطلق خلال حفل ختامي ضخم.[1]

في كل مرحلة من هذه المراحل الأربع تقوم لجنة تحكيم مؤلفة من مجموعة من الخبراء من أعضاء دائمين وزوار متخصصين بتقييم المشتركين ومشاريعهم.
للمشتركين العشرة المتأهلين من مرحلة الإثبات الأولى للفكرة الحق في اختيار شريك عمل ينضم إليهم في المختبر لمساعدتهم خلال المراحل المتقدمة.
وفي الحلقة التاسعة يكون هناك حفل ختامي ضخم مليء بالمفاجآت، يجمع المشتركين الأربعة المتأهلين من مرحلة الإدارة والتسويق لإطلاق مشاريعهم رسميا.
المراتب والجوائز الأربعة الأولى ستحددها لجنة تحكيم موسعة وتصويت المشاهدين عبر الهاتف والرسائل القصيرة عبر الجوال. قيمة الجوائز الأربعة الإجمالية $ 000 600 توزع كالتالي:
- الجائزة الأولى: ثلاثمائة ألف دولار أمريكي.
- الجائزة الثانية: مئة وخمسون ألف دولار أمريكي.
- الجائزة الثالثة: مئة ألف دولار أمريكي.
- الجائزة الرابعة: خمسون ألف دولار أمريكي.

الحلقات اليومية لبرنامج «نجوم العلوم» ستلخص ابتداء من مرحلة «الإثبات الأولى للفكرة» نشاطات المشتركين، وتطورات مشاريعهم.
فاز بلقب نجم العلوم في الموسم الأول من البرنامج المخترع بسام جلغا وجهازه الآلي لدوزنة الآلات الموسيقية العربية، وفاز في الموسم الثاني الكويتي صادق قاسم باختراعه الكيميائي هو جهاز يعمل خمس وظائف للعينات الكيميائية وفاز في الموسم الثالث هيثم دسوقي.

## الموسم الخامس
فاز المخترع الجزائري، محمد دومير، الجمعة، عن اختراعه الذي يشخّص إصابات الحيوان وأوجاعه أثناء سيره، بلقب برنامج «نجوم العلوم» في موسمه الخامس الذي تبثه قناة «أم بي سي 4».
وتمكن «دومير» من التفوق على منافسيه طيلة مراحل البرنامج، واحتلال الصدارة في مرحلة الهندسة والتصميم.
البيطري الجزائري محمد دومير وصل إلى البرايم الأخير بفضل ابتكاره جهاز «أحذية تشخيصية للهجن»، متخصص في اكتشاف حالات العرج والإصابات الحركية لدى الحيوان، وبالأخص لدى الإبل المستعملة في السباقات السريعة، وذلك عبر استخدام أجهزة استشعار متخصصة،
ويعتمد هذا الجهاز الأول من نوعه في العالم على تقنية اتصال لاسلكية لإرسال البيانات إلى جهاز الكومبيوتر، ويقوم بتحليلها بطريقة سريعة ودقيقة، كما يقوم هذا الابتكار بدمج أجهزة قياس التسارع، وأجهزة استشعار الضغط، وأجهزة إرسال الاتصالات اللاسلكية، ضمن أربعة قطع مختلفة على شكل أحذية، يمكن تثبيتها في القوائم الأربع للإبل أو الخيول.
ويقدم بذلك محمد دوير هذا الابتكار الجديد الذي أطلق عليه اسم «الدكتور دومير»، حلا نهائيا للمشاكل التي تواجه الكثير من المربين والمدربين، وتتعلق بتحديد مكان وطبيعة الإصابات التي تعاني منها الخيول والإبل، وخاصة منها التي تشارك في السباقات السريعة بطريقة ناجحة وبأقل تكلفة.

## الموسم العاشر
فوز وليد البنّا جراح المخ والأعصاب الفلسطيني بلقب أفضل مخترع في العالم العربي والبالغ من العمر 35 عاماً، وليد استطاع ان يكسب قلوب الجماهير وإعجاب لجنة التحكيم متفوقًا على منافسيه. وذالك بفضل اختراعه «نظارات تحليل شبكية العين لصحة الدماغ» والذي يدعم المرضى ويحميهم من مخاطر الإصابة بالسكتات الدماغية المتكررة وحصل على مبلغ قدره 300,000 دولار أمريكي للاستثمار في مشروعه.
الدكتور وليد البنا اخترع نظارات جروح المخ والأعصاب وقد اخترعها بهدف تحليل شبكية العين، ومراقبة مرضى السكتة الدماغية.
قيمة الجوائز الأربعة الإجمالية $ 000 600 توزع كالتالي:
| الجائزة         | القيمة المالية              | الجنسية | الفائز        | المشروع | المرجع |
| --------------- | --------------------------- | ------- | ------------- | --- | ------ |
| الجائزة الأولى  | ثلاثمائة ألف دولار أمريكي   | فلسطين  | د. وليد البنا | "نظارات تحليل شبكية العين لصحة الدماغ" محلل محمول للشرايين عبر شبكية العين يمكن أن يدعم مراقبة المرضى بعد نزيف تحت العنكبوتية (نوع فرعي من السكتة الدماغية).                                                      | [ 7 ]  |
| الجائزة الثانية | مئة وخمسون ألف دولار أمريكي | سوريا   | د. نور مجبور  | مجموعة من الأدوات المخبرية لتشخيص مرض الباركنسون في مراحله المبكرة من خلال الأجسام المضادة | [ 8 ]  |
| الجائزة الثالثة | مئة ألف دولار أمريكي        | الجزائر | سيليا خشني    | اخترعت جهازHome Privacy Drone Blocker، وهو جهاز يقوم باكتشاف شبكة الواي فاي التجارية أو الطائرات بدون طيار التي يتم التحكم فيها عن طريق الراديو فيُشوش على إشارات التحكم عن بعد ويحظر أي عملية إرسال فيديو مباشرة. |        |
| الجائزة الرابعة | خمسون ألف دولار أمريكي      | عُمان    | سالم الكعبي   | إيجاد ورنيش عضوي صديق للبيئة يعمل بكفاءة من دون الآثار الجانبية الضارة للمنتج التقليدي. | [ 9 ]  |

## الروابط الخارجية
صفحة البرنامج الرسمية على موقع قناة الإم بي سي.